# Egri Erzsébet
Egri Erzsébet (Siófok, 1953. december 29. - ) magyar festőművész.

## Életpályája
1974 és 1979 között a  Magyar Képzőművészeti Főiskola hallgatója volt. Mestere. Gerzson Pál. A főiskola elvégzése után Budapesten és Veszprémben élt, majd 1989-ben Nyíregyházára költözött és a nyíregyházi Művészeti Szakközépiskola művésztanára lett. Az atrportal írja róla: "Finom kolorittal készíti sajátos, olykor szürreális hatásokkal gazdagított kompozícióit. Egyaránt fest érzékletes tájképeket és zsánerjeleneteket." 

## Egyéni kiállításai
- 1980 • Ferencvárosi Pincetárlat, Budapest
- 1982 • Dél-Balatoni Kulturális Központ, Siófok
- 1987 • Vár [Orr Lajossal, Neuberger Istvánnal, Kalmár Mártonnal], Veszprém
- 1989 • Kisgaléria, Veszprém
- 1992 • Művészeti Szakközépiskola Csontváry Galéria, Nyíregyháza.

## Részvétele csoportos kiállításokon (válogatás)
- 1980 óta Szegedi Nyári Tárlat
- 1989 óta Szabolcs-Szatmár megyei kiállítások
- 1982 • Változó térben, Bartók 32 Galéria, Budapest
- 1983 • Alkotótelepi kiállítás, Mezőtúr
- 1985 • XXIV. Veszprém megyei Őszi Tárlat, Veszprém • Észak-dunántúli Tárlat, Szombathelyi Képtár, Szombathely
- 1986 • X. Ajkai Őszi Tárlat, Ajka
- 1989 • A Mezőtúri Alkotótelep kiállítása, Szolnok
- 1991 • Szabolcs-Szatmár-Bereg Megyei Képző- és Iparművészek kiállítása, Körmöcbánya, Nagybánya, Nagyvárad
- 1996 • Ember és természet, Alkotótelep, Mezőtúr
- 1998 • Művésztanárok, Jósa András Múzeum, Nyíregyháza.